# Llau de la Font de Tuiro
La llau de la Font de Tuiro és una llau de l'antic terme de Toralla i Serradell, actualment pertanyent a Conca de Dalt, al Pallars Jussà, en terres del poble d'Erinyà.
Aquesta llau es forma a 1.020 m. alt., al Clot de Comes, des d'on davalla cap al sud-est; passa entre les Roques de Carbes i les Roques i continua sempre cap al sud-est. Arriba al nord-oest d'Erinyà, on troba les Espesses a ponent i el Cap del Camp, a llevant, i baixa pel costat oest del poble d'Erinyà. Travessa la Plana d'Agustí i els Horts de la Font, i s'aboca en el riu de Serradell al sud-oest d'Erinyà.